# Gustav Lechner
Gustav Lechner o Gustav Lehner (17 de febrer de 1913 - 5 de febrer de 1987) fou un futbolista croat de la dècada de 1930.
Fou 44 cops internacional amb la selecció iugoslava i 12 cops amb Croàcia.
Pel que fa a clubs, defensà els colors de Slavija Osijek, BSK Belgrad, Građanski Zagreb i Proleter Osijek.

## Palmarès
BSK Belgrad
- Lliga iugoslava de futbol: 1934-35, 1935-36, 1938-39
- Lliga sèrbia de futbol: 1940-41

Građanski Zagreb
- Lliga croata de futbol: 1943